# Maurice Bismouth
Pour les articles homonymes, voir Bismuth (homonymie).
Maurice Bismouth, également orthographié Bismuth, né en 1891 à Tunis et mort en 1965 à Los Angeles, est un artiste peintre franco-tunisien.

## Biographie
Juif tunisien, Maurice Bismouth étudie au lycée Carnot de Tunis, où son talent artistique est remarqué par son professeur de dessin Émile Pinchart. Il commence à exposer au Salon tunisien dès 1912, et ce jusqu'en 1930 ; il y obtient en 1927 la mention honorable. Lors d'un voyage en Égypte, de 1921 à 1922, il est émerveillé par l'art égyptien et, à son retour, organise une exposition au Salon tunisien de 1922 en mobilisant des souvenirs de ce voyage. Après avoir reçu une bourse d'études du gouvernement tunisien en 1924, il se rend à Venise pour y faire des études artistiques, puis se rend à Paris où il rejoint l'atelier de Jules Adler, et de Léon Bellemont, qui deviennent ses maîtres.
Membre de l'École de Tunis, il est spécialisé dans la peinture de scènes de la vie juive tunisoise, voire tunisienne, à travers les synagogues et les portraits de rabbins, comme le montre ses tableaux Rabbins en prière, Intérieur d'une synagogue (1914), qui correspond probablement à la Grande synagogue de Tunis ou Prière à la synagogue (peut-être la synagogue Keren Yéchoua de La Marsa). Primé à l'Exposition internationale d'art colonial à Rome en 1932, il a aussi exposé à la maison de la Société coloniale des artistes français dont il était membre. Sa deuxième fille, Francine, naît le 7 juillet 1932.
À partir de 1950, il fait de fréquents séjours chez l'une de ses filles aux États-Unis, où il meurt à Los Angeles en 1965.